# Conjuntivite alérgica
A conjuntivite alérgica é uma inflamação da superfície do ocular causada por uma reação alérgica. Os sintomas geralmente incluem coceira, vermelhidão e inchaço ao redor dos olhos, acompanhados de secreção esbranquiçada. Normalmente, ambos os olhos são afetados. Com frequência,a inflamação nasal também está presente.
Essa condição ocorre devido à exposição a alérgenos como poeira doméstica, pólen ou pelos de animais de estimação. A poluição do ar também tem influência. O mecanismo subjacente envolve IgE e a liberação de mediadores inflamatórios pelas células mastócitos. O diagnóstico geralmente é baseado nos sintomas e no exame clínico. A conjuntivite alérgica pode ser dividida em aguda, incluindo formas sazonais e perenes; e crônica, incluindo conjuntivite primaveril, atópica e papilar gigante.
O tratamento envolve evitar o contato com o alérgeno, aplicação de compressas frias e o uso de  lágrimas artificiais. Medicamentos podem incluir anti-histamínicos, estabilizadores de mastócitos e colírios anti-inflamatórios não esteroides. Casos mais graves podem ser tratados com esteróides, imunoterapia ou ciclosporina. Os resultados geralmente são bons.
A conjuntivite alérgica afeta até 40% da população. Tornou-se mais comum na década de 2000. Geralmente ocorre antes dos 20 anos de idade e sua ocorrência tende a diminuir com o avanço da idade. A condição foi descrita pela primeira vez por John Bostock, em 1819.